# Määrjärvi
Määrjärvi är en sjö i Finland. Den ligger i kommunerna Salo och Raseborg i landskapen Egentliga Finland och Nyland, i den södra delen av landet, 80 km väster om huvudstaden Helsingfors. Määrjärvi ligger 41,1 meter över havet. I omgivningarna runt Määrjärvi växer i huvudsak blandskog. Den är 34,05 meter djup. Arean är 7,44 kvadratkilometer och strandlinjen är 49 kilometer lång. Sjön  ingår i Skärgårdshavets kustområde, Åland. 